# Dombe Grande
Dombe Grande – miasto w Angoli, w prowincji Benguela.